# 天沼弁天池公園 (杉並区)
天沼弁天池公園（あまぬまべんてんいけこうえん）は、東京都杉並区天沼にある杉並区立の公園である。

## 歴史
当公園は元々は近くにある天沼八幡神社の敷地の一部で敷地内には自然の湧水を湛えた池（天沼弁天池）があった。この池は同地の地名「天沼」の名の由来ともされている池で、池の中央には弁財天を祀った島があり、大正時代までは雨乞いの行事も行われていた。しかし、その後は付近の宅地化とともに、池の湧水は涸渇した。また、1955年から1970年頃までは料亭「天沼池畔亭」もあった。その後、1975年に弁財天を神社の敷地に移し、敷地一帯は西武鉄道に売却され、西武ゴルフ研修所となった。その後2007年に杉並区に売却され、既存の池のほかに広場、杉並区立郷土博物館分館などが造られた。

## 主な施設
- 池（人工的に造られた池で、天沼の名の由来になった池とは関係ない）

もともと池に生息する生き物や水草を食べつくしてしまうという理由でペットの放流を禁止する看板が掲げられている。具体的に挙げられているのはヒメダカ、ザリガニ、金魚、鯉、ブラックバス、ミドリガメ、ワニガメである。また生き物への餌やりも禁止されている。
- 広場
- 杉並区立郷土博物館分館

「子ども図書コーナー」が設けられ、動物・植物・科学・歴史など子供用の図書が閲覧できる。貸し出しは行っていない。
天沼中学校のエコキャップ回収運動用の回収ボックスが設置されている。
- 公園正門（敷地が西武鉄道のものだった時に造られた門）

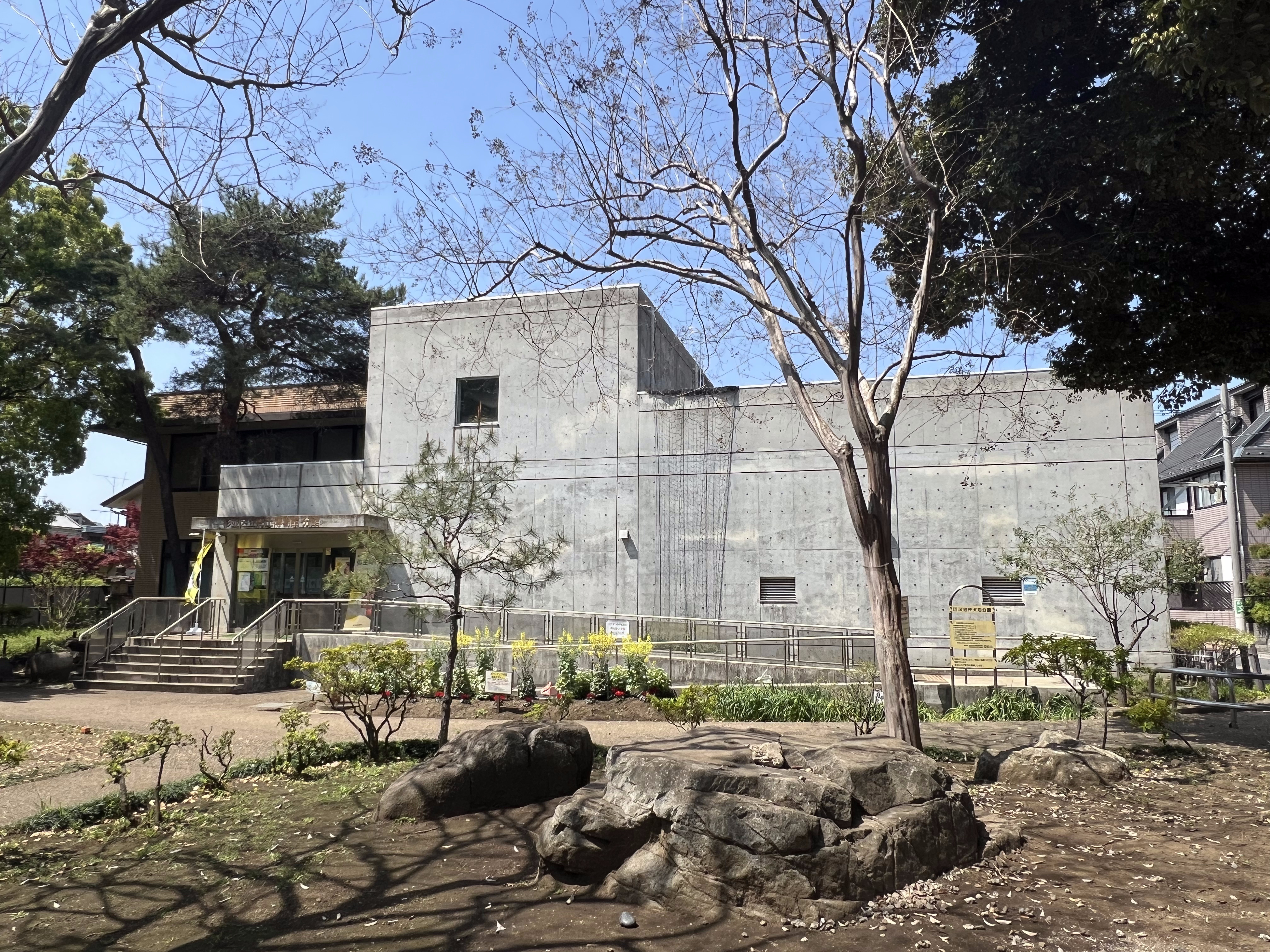
杉並区立郷土博物館分館

## アクセスなど
- JR中央線・地下鉄丸ノ内線 荻窪駅北口より徒歩約7分
- 駐車場:なし
- 開園時間:常時開園
- 料金:入園無料。郷土博物館分館も無料。